# Knorr Capital Partner

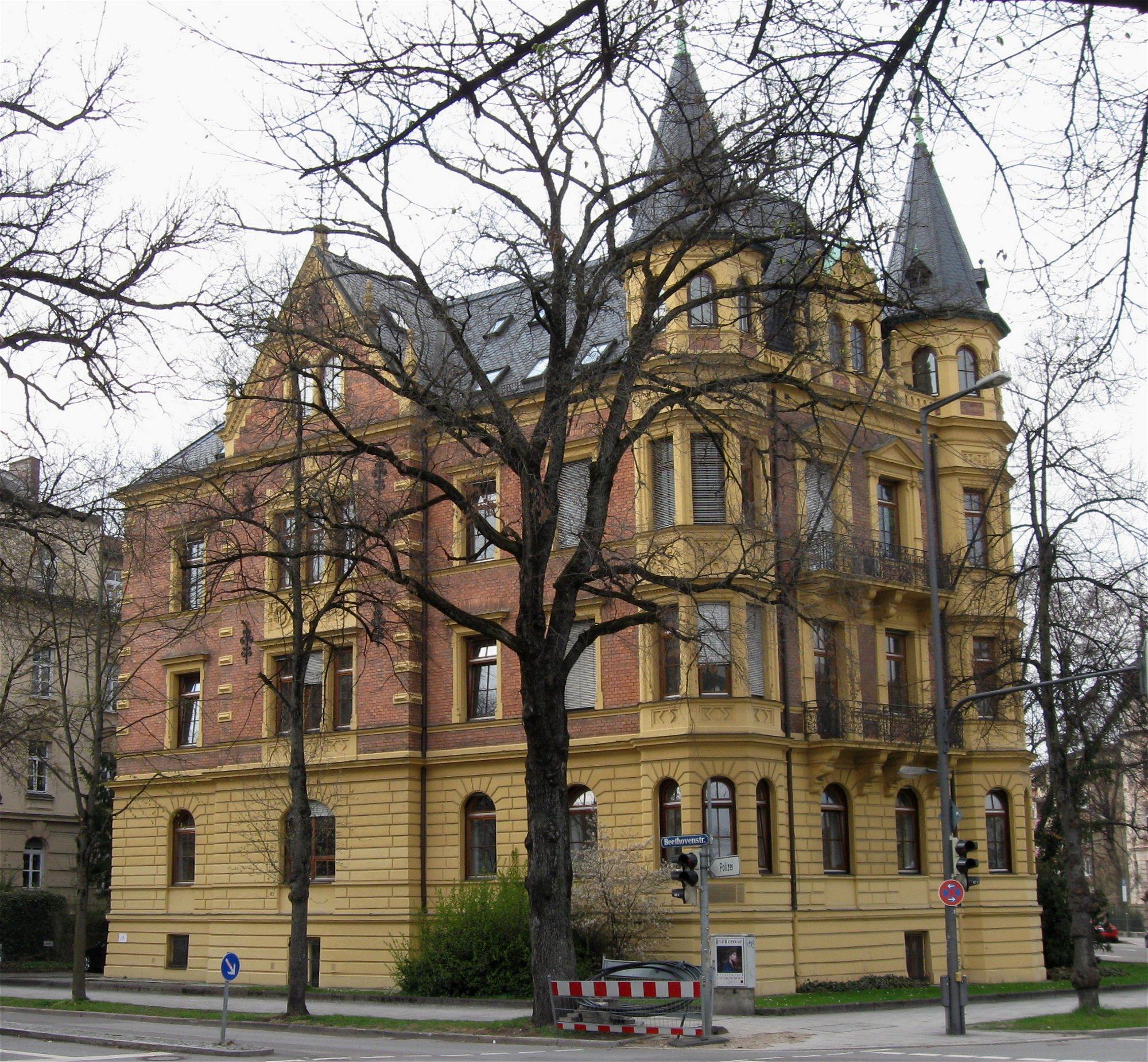
Firmensitz in der Rückertstraße 1 (2010)

Die Knorr Capital Partner AG (kurz: KCP) war eine 1996 gegründete Venture-Capital-Gesellschaft mit Sitz in München, von April 1999 bis August 2007 börsennotiert und im CDAX gelistet. Sie war bei vorbörslichen Beteiligungen im Umfeld des Neuen Marktes aktiv und unter anderem an Atoss, Datadesign, Heyde und Paragon beteiligt. Nach dem Platzen der Dotcom-Blase ging das Unternehmen am 21. November 2002 in die Insolvenz.
Im März 2007 war Knorr Capital Partner Gegenstand einer E-Mail-Spamwelle, mit der versucht werden sollte, den Aktienkurs des damals noch gehandelten Pennystocks in die Höhe zu treiben. In den E-Mails wurden Aktienkurse von bis zu einem Euro in Aussicht gestellt; begründet wurde dieser bevorstehende Anstieg mit einer möglichen Mantelverwertung.